# Musa Noah Kamara
Musa Noah Kamara (ur. 29 stycznia 1999 we Freetown) – sierraleoński piłkarz grający na pozycji napastnika. Od 2023 jest piłkarzem klubu Bo Rangers FC.

## Kariera piłkarska
Swoją karierę piłkarską Kamara rozpoczął w klubie AIK Freetong, w barwach którego zadebiutował w sezonie 2018. W 2019 przeszedł do East End Lions. W sezonie 2019 wywalczył z nim mistrzostwo Sierra Leone. W 2021 przeszedł do Bo Rangers FC, z którym w sezonie 2021/2022 został mistrzem kraju. Sezon 2022/2023 rozpoczął jako gracz libijskiego Al-Ittihad Trypolis, a w 2023 wrócił do Bo Rangers.

## Kariera reprezentacyjna
W reprezentacji Sierra Leone Kamara zadebiutował 4 września 2019 w przegranym 1:3 meczu eliminacji do MŚ 2022 z Liberią, rozegranym w Monrovii. W 2022 roku został powołany do kadry na Puchar Narodów Afryki 2021. Rozegrał na nim dwa mecze grupowe: z Wybrzeżem Kości Słoniowej (2:2) i z Gwineą Równikową (0:1).